# Monique Thomassettie
Monique Thomassettie (Bruxelles, 5. ožujka 1946.), belgijska slikarica i književnica.
Piše i crta od djetinjstva. Crteži i slike su joj reproducirani na brojnim knjigama.

## Izložbe
- u Belgiji : Bruxelles, Spa, Ostende, Villers-la-Ville, Anvers, Braine-l’Alleud, Eghezée
- u Francuskoj : Pariz, u veleposlanstvu Bosne i Hercegovine 2001. godine
- u Njemačkoj : Siegen
- u Luksemburgu : Luxembourg